# Ансамбль народного танца имени Игоря Моисеева
Госуда́рственный академи́ческий анса́мбль наро́дного та́нца и́мени И́горя Моисе́ева (ГААНТ) — хореографический ансамбль народного танца, созданный в 1937 году хореографом и балетмейстером Игорем Моисеевым. Является первым в мире профессиональным хореографическим коллективом, который занимается художественной интерпретацией и популяризацией танцевального фольклора народов мира.

## Предыстория

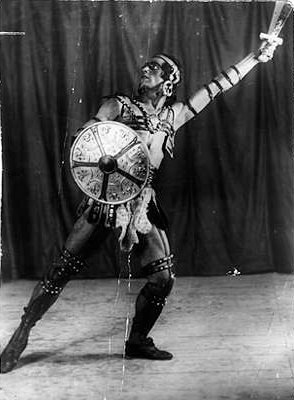
Игорь Моисеев, балет «Саламбо», 1932 год

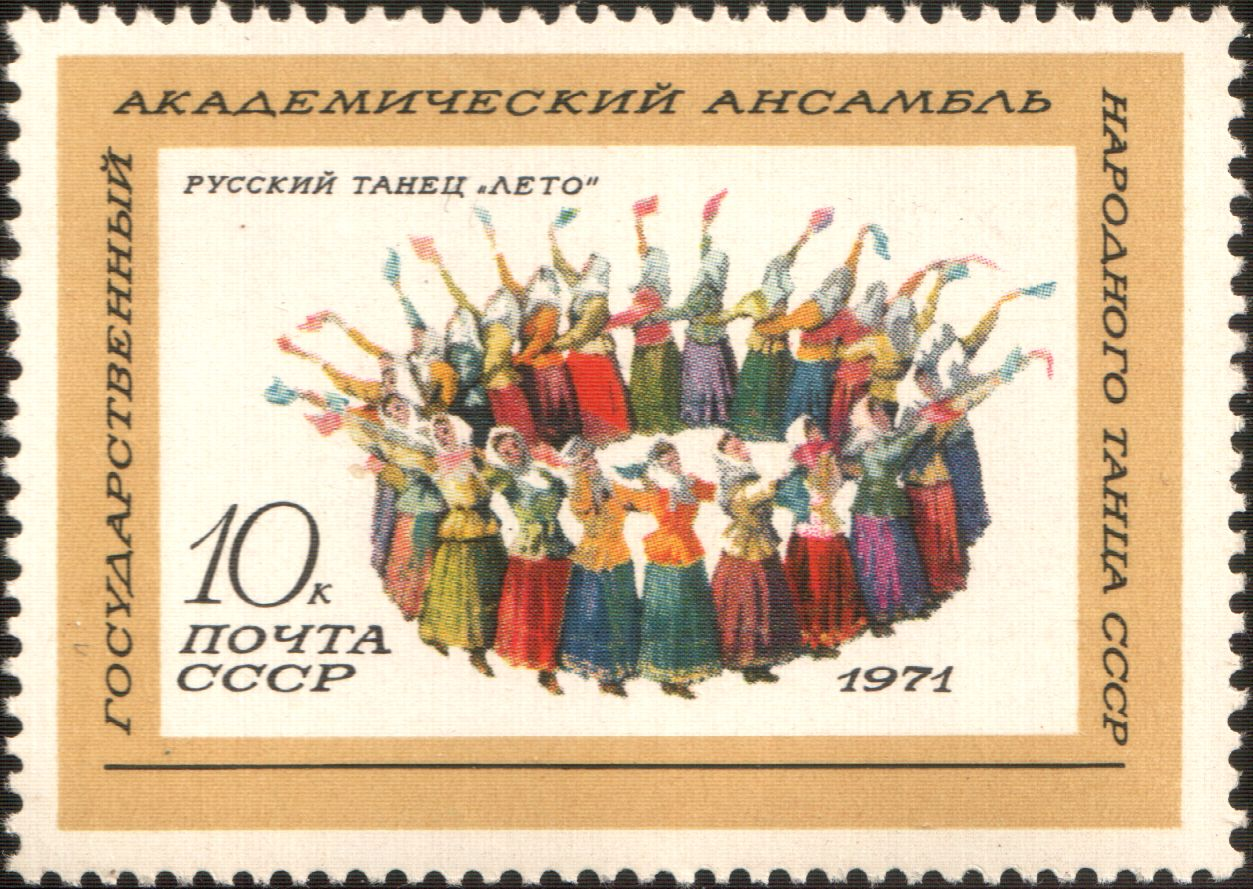
Марка СССРː Русский танец «Лето» (хоровод). Серияː Государственный академический ансамбль народного танца имени Игоря Моисеева, 1971 год

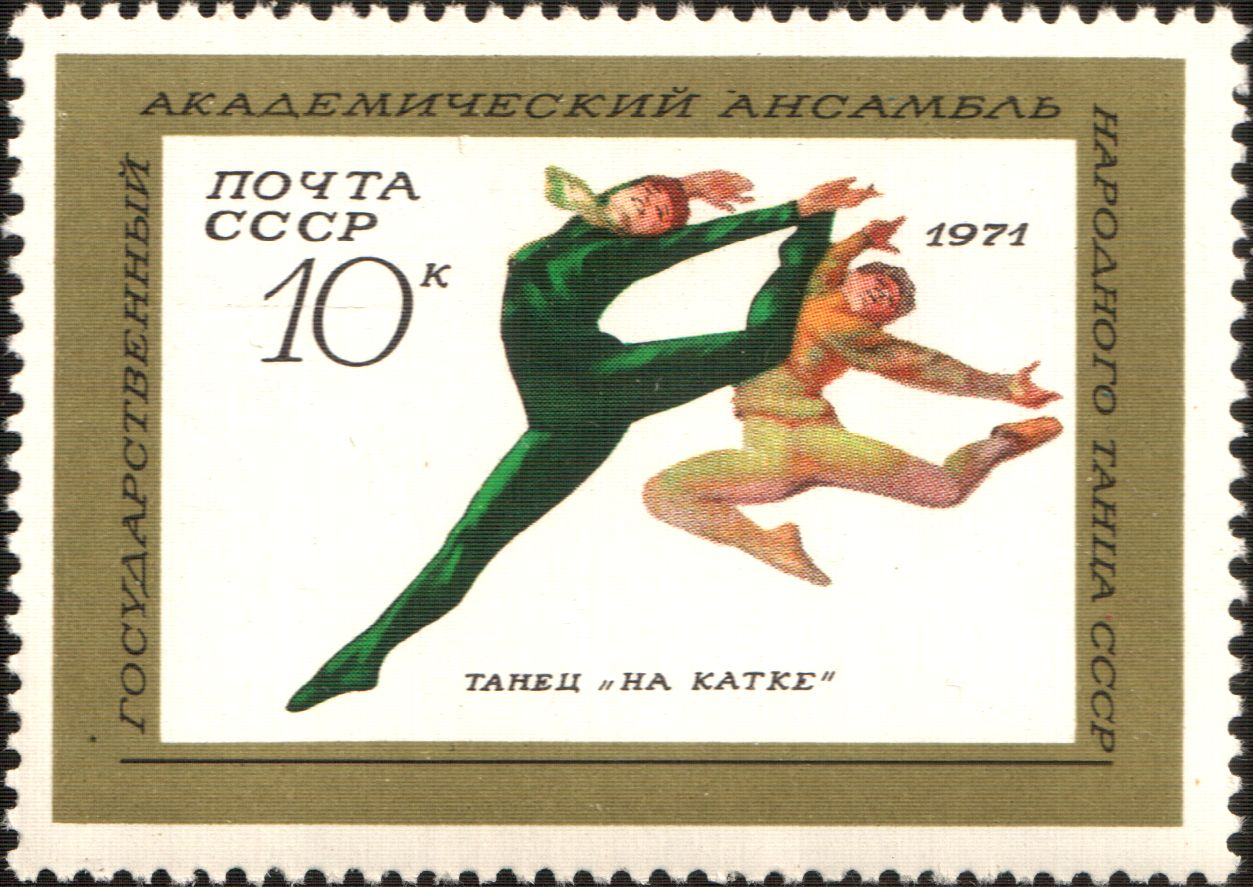
Марка СССРː Балет «На катке» (музыка Иоганна Штрауса). Серияː Государственный академический ансамбль народного танца имени Игоря Моисеева, 1971 год

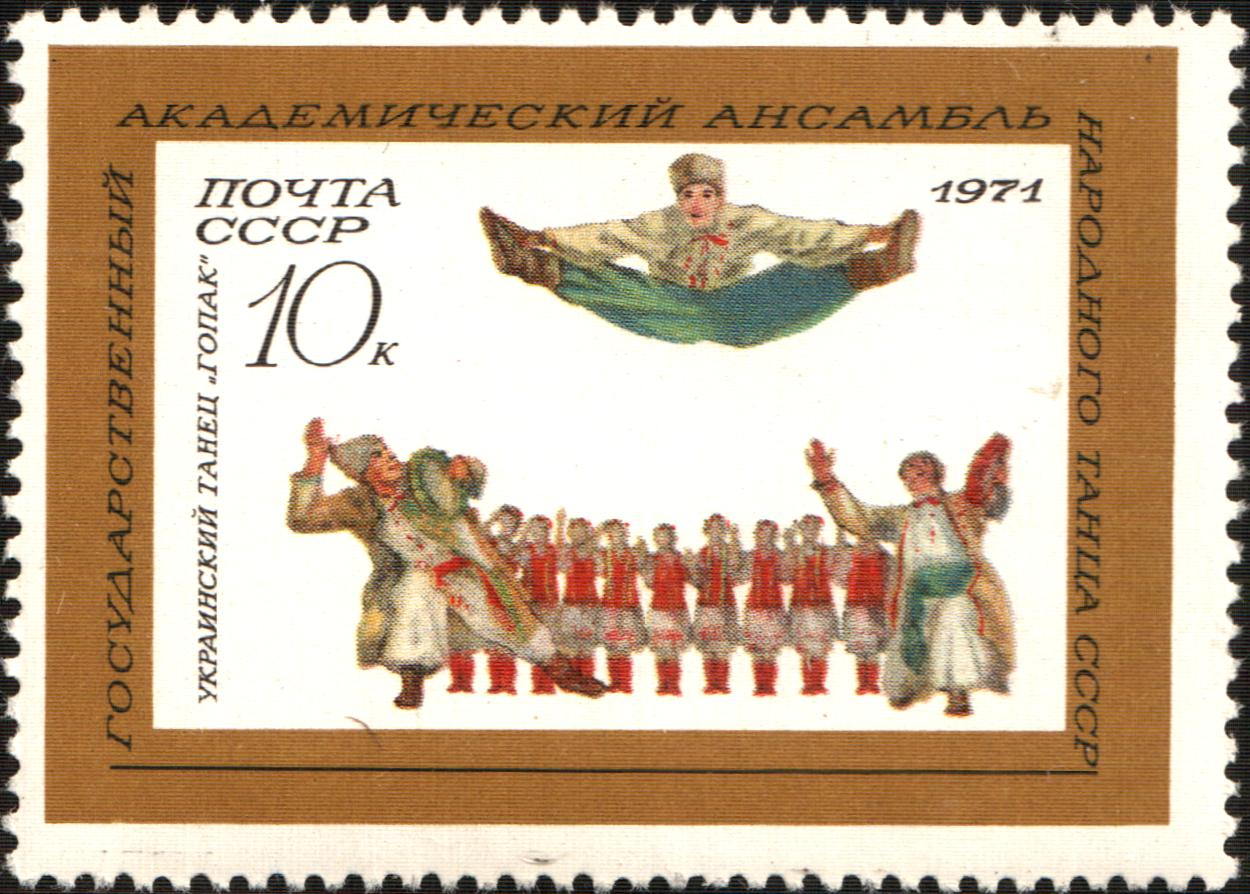
Марка СССРː Украинский танец Гопак (прыжок). Серияː Государственный академический ансамбль народного танца имени Игоря Моисеева, 1971 год

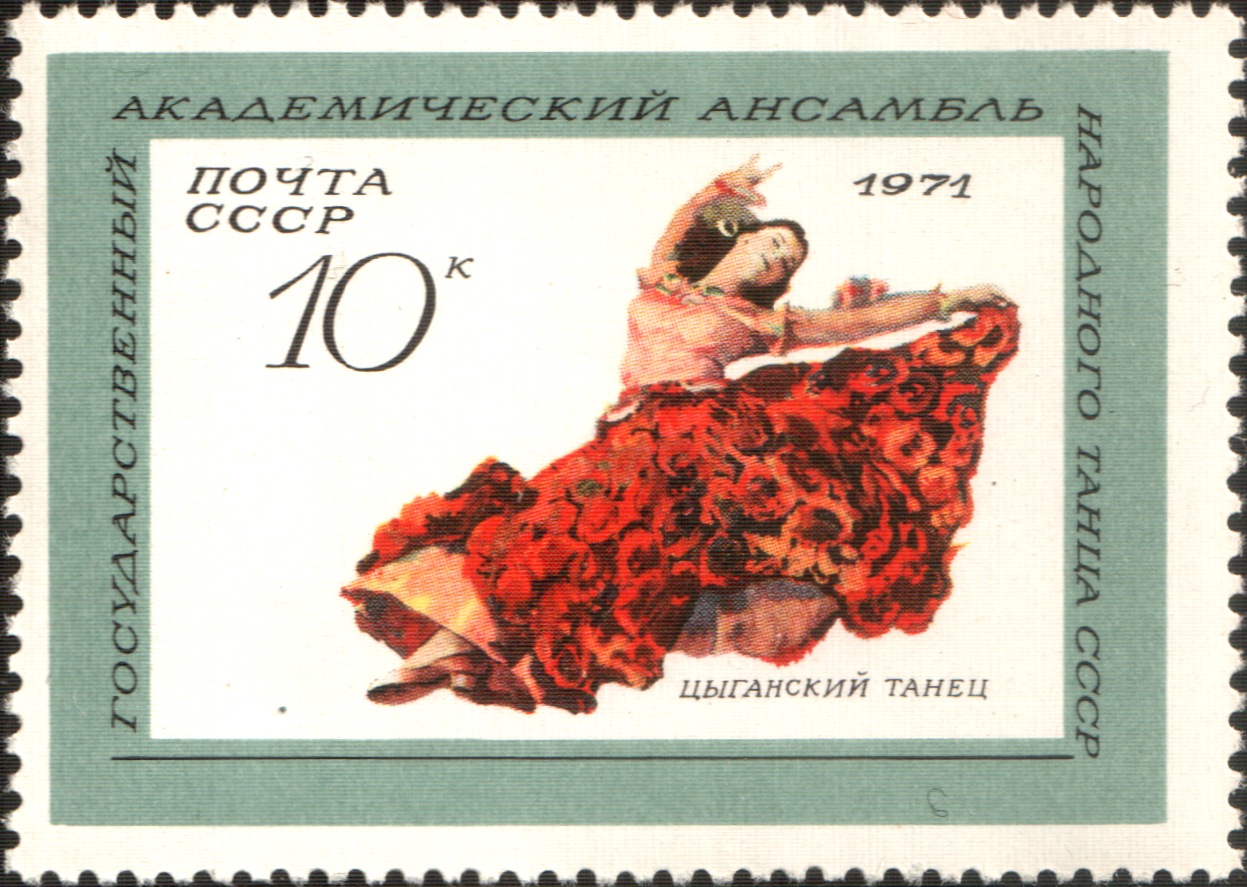
Марка СССРː Цыганский танец. Серияː Государственный академический ансамбль народного танца имени Игоря Моисеева, 1971 год

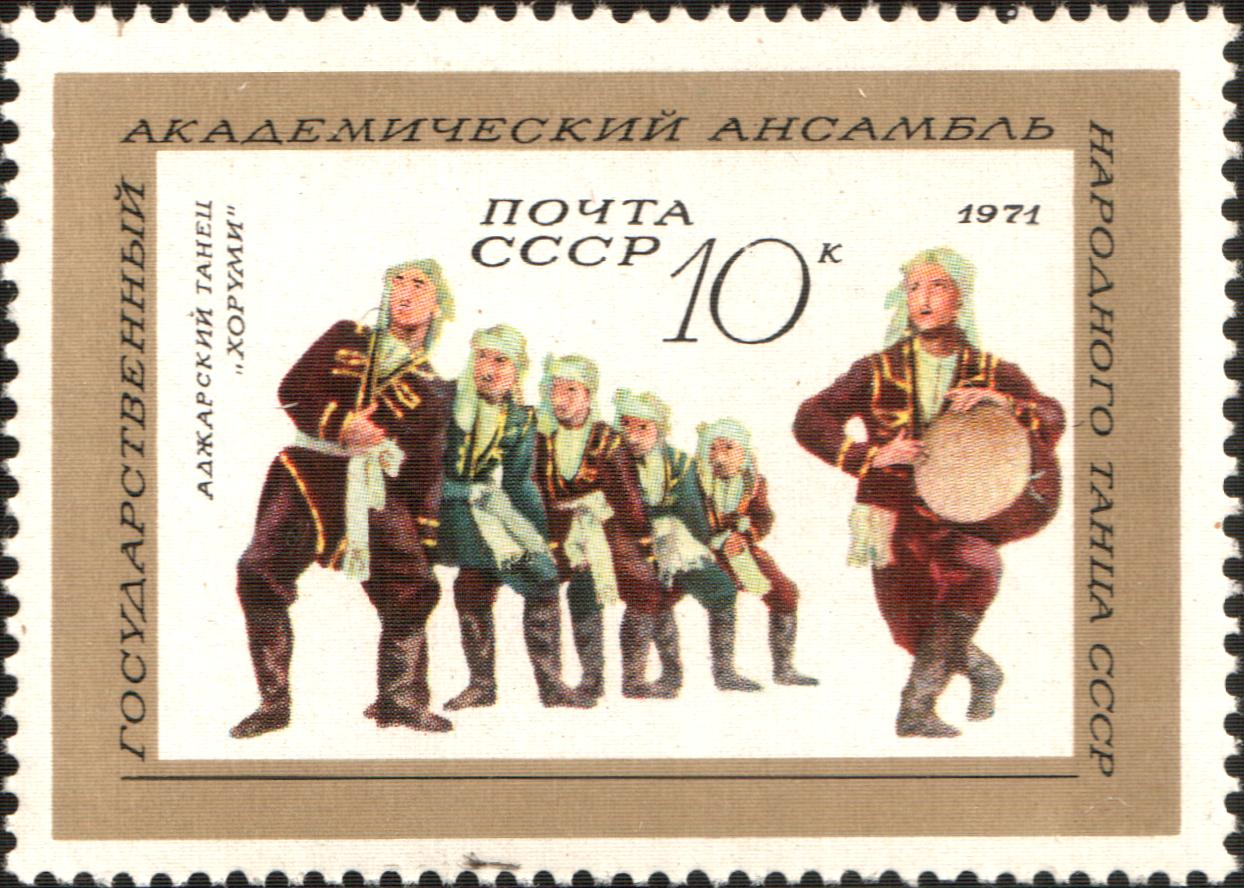
Марка СССРː Аджарский танец Хоруми (с барабанами). Серияː Государственный академический ансамбль народного танца имени Игоря Моисеева, 1971 год

### Развитие народно-сценического танца
Первая танцевальная школа в России была открыта в 1738 году, с этого времени началось вытеснение народных плясок из городов и крупных поселений. Молодёжь обучали иностранным танцам, а народные пляски стали презрительно называть «мужицкими». По этой причине первый класс народного, характерного танца был открыт только в 1891-м. При этом народные элементы выступления значительно изменяли, придавая им черты классического танца. С появлением ансамбля Игоря Моисеева ситуация изменилась: танцевальные композиции коллектива также отличались от народных прототипов, однако использовали их не в качестве дополнения, а как основу для развития номера.

### Становление Моисеева
В 1920 году отец привёл 14-летнего Игоря Моисеева в балетную студию Веры Масоловой, бывшей балерины Большого театра. По мнению отца, танцы должны были положительно влиять на становление личности сына, а также придать ему правильную осанку и манеру держаться. Три месяца спустя Вера Масолова, придя с Игорем Моисеевым в Хореографический техникум Большого театра, сказала директору, что Моисеев должен учиться у них. После вступительного экзамена он был зачислен на курсы.
В 18 лет, после окончания техникума, Игорь Моисеев стал танцовщиком Большого театра, а в 24 года — балетмейстером и поставил несколько концертов. Однако после смены руководства Большого театра ситуация изменилась.
Новый директор Елена Малиновская возмутилась тем фактом, что балетмейстером стал 24-летний танцовщик: обычно ими становились после ухода со сцены и в более зрелом возрасте. Малиновская не сняла Моисеева с должности, однако ставить ему новые танцы запретила. При новом главном балетмейстере Ростиславе Захарове ситуация в театре стала сложнее: Захаров увидел в Моисееве серьёзного конкурента, что привело к продолжительному конфликту.
В 1936 году главе Комитета по делам искусств Платону Керженцеву потребовался доклад о проблемах и перспективах балета. Задание поручили Игорю Моисееву и он рассказал о сложностях работы в театре, а также поделился своими идеями по развитию народных танцев. Платон Керженцев предложил обратиться с данным предложением к Вячеславу Молотову. Тот одобрил идею и в 1936 году Игоря Моисеева назначили заведующим хореографической частью только что созданного Театра народного творчества. Для постановки Всесоюзного фестиваля народного танца Игорь Моисеев собрал со всех республик СССР лучших народных танцоров и привёз их в Москву. Огромный успех фестиваля привёл Игоря Моисеева к идее создания Государственного ансамбля народного танца СССР (ГАНТ).

## История

### Создание ансамбля
Ради работы в ансамбле Игорь Моисеев оставил академическую сцену и должность солиста и балетмейстера Большого театра. В коллектив были приглашены наиболее талантливые участники фестиваля. Основной задачей ансамбля Игорь Моисеев считал творческую обработку и популяризацию танцевального фольклора народов СССР, для изучения которого артисты отправлялись в экспедиции и фиксировали народные танцы, песни и обряды по всей территории страны.
Народные танцы рождаются у каждого народа по тем законам, по каким рождается язык народа. Так что по существу это подлинное явление искусства. Почему этого никто не мог понять раньше, я не знаю. Так получилось, что я это понял раньше других и решил это обнажить и выявить народный танец как определённую национальную систему, как национальный язык.Игорь Моисеев
Чтобы воссоздать точные образцы танцевального творчества, ансамбль проводил консультации с музыкантами, фольклористами, историками и музыковедами. Для максимального раскрытия и выражения экспрессии танца в постановках широко использовались классическая музыка, актёрское мастерство, драматургия и сценография. Игорь Моисеев поддерживал высокий уровень профессионализма всех танцоров и не выделял в группе солистов: каждый участник постановки мог исполнять как главные, так и второстепенные роли.
Датой основания театра считается 10 февраля 1937 года: в этот день состоялась первая репетиция коллектива. Первый концерт прошёл в московском театре «Эрмитаж» 29 августа того же года. Изначально коллектив состоял из небольшого оркестра народных инструментов и тридцати танцоров.
С 1938 года ансамбль начал регулярно выступать в Кремле на банкетах. После этого от Игоря Моисеева 18 раз требовали вступить в КПСС: считалось, что беспартийные не должны управлять коллективами. В 1940-м, во время очередного банкета, Иосиф Сталин поинтересовался делами коллектива. Игорь Моисеев пожаловался на отсутствие подходящего места для репетиций, которые приходилось проводить даже на лестничных площадках. На следующий день после разговора коллективу предложили любое столичное здание на выбор. Игорь Моисеев выбрал полуразрушенное здание, в котором ранее располагался Государственный театр имени Всеволода Мейерхольда. Через три месяца здание отремонтировали, и репетиционная база группы получила постоянное помещение.

### Военные выступления
С началом Великой Отечественной войны Игорь Моисеев высказал предложение выступать для бойцов на фронте, однако ему было отказано. Ансамбль эвакуировали в Свердловскую область, где коллектив выступал на эвакуированных заводах. Многих танцовщиков отправляли на фронт, но при этом концерты не отменялись. Программы переделывали под оставшихся артистов и продолжали выступать, иногда показывая по три концерта в день. Поначалу Игорь Моисеев сам заменял отсутствовавших артистов, но сил на постановки и танцы не хватало. По этой причине он решил создать первую в стране профессиональную школу народного танца. Ансамбль постоянно гастролировал по Сибири, Забайкалью, Дальнему Востоку и Монголии. Были созданы несколько номеров, которые вошли в постоянный репертуар: «Большая флотская сюита», «Русская сюита» и другие. Неожиданно для коллектива, ансамбль сумел не только встать на ноги, но заработал деньги для фронта. На собранные во время концертов полтора миллиона рублей был построен танк «ГАНТ СССР».
Школа народного танца была открыта в 1943 году после возвращения ансамбля в столицу. Её выпускники получали работу как в самом ансамбле, так и в других танцевальных коллективах.

### Послевоенное время
Пик популярности ансамбля пришёлся на послевоенные годы. ГАНТ являлся визитной карточкой СССР и стал первым ансамблем в стране, который побывал на гастролях более чем в 60 странах. К примеру, в 1945 году коллектив посетил Финляндию, в 1954-м — Китай, в 1955-м — Францию и Великобританию, в 1956-м — Ливан, Египет и Сирию. В 1958 году ансамбль побывал в США, в 1963-м — в странах Южной Америки, а в 1974-м — в Индии. Выступления способствовали налаживанию конструктивных межгосударственных отношений и даже влияли на моду: после выступления во Франции в 1953 году француженки стали носить сапожки «казачок». Каждый год на гастроли по стране и за рубежом уходило до девяти месяцев.
В 1965 году за программу «Дорога к танцу» коллектив получил звание академического ансамбля, а в 1981-м был награждён Орденом дружбы народов. В 1989 году, после гастролей в Израиле, между СССР и Израилем были установлены дипломатические отношения.
В 2013 году ансамбль удостоен Благодарности Правительства Российской Федерации за сохранение традиций народного творчества, высокое профессиональное мастерство и активное участие в культурной программе форума «Азиатско-тихоокеанское экономическое сотрудничество».

## Современность
Игорь Моисеев работал с коллективом до самой смерти и даже находясь в больнице давал рекомендации танцорам после просмотра видеозаписей репетиций ансамбля. Он умер 2 ноября 2007 года, не дожив двух месяцев до 102 лет. За более чем 70 лет работы Игорь Моисеев поставил около 300 произведений. По его словам, «в жизни ансамбля было одно счастливое обстоятельство: коллектив быстро получил признание и на протяжении десятилетий не знал провалов». После смерти художественного руководителя ансамбль получил его имя.
Ансамбль продолжил работу и выступал с гастролями как в России, так и за рубежом. В 2011 году он получил итальянскую хореографическую премию Anita Bucchi, а также медаль ЮНЕСКО «Пять континентов».
С 2011 года должность художественного руководителя-директора ансамбля занимает Елена Щербакова. На 2012 год в коллективе работало уже седьмое поколение моисеевцев: 90 артистов балета и оркестр из 32 музыкантов. Репертуар ансамбля превысил 300 оригинальных номеров. В 2015-м ансамбль получил статус особо ценного объекта культурного наследия народов России. На 80-летие ансамбля коллектив сформировал юбилейную программу, которая состояла из произведений в постановке Игоря Моисеева. Также к юбилею открылась выставка, где были представлены костюмы, неопубликованные рукописи, программки концертов, фотографии участников коллектива, опись подарков ансамбля за 1939—1948 годы и сувенирные спичечные коробки с изображением артистов.
В 2018 году художественный руководитель ансамбля Елена Щербакова была награждена орденом «За заслуги перед Отечеством» IV степени.

## Репертуар
Игорь Моисеев ставил народные танцы по канонам XIX века и оттачивал классическую технику артистов. Так как советские и современные авторы не обладали подобной культурой, коллективу было крайне сложно обновлять репертуар после смерти основателя ансамбля. Однако в репертуаре ансамбля постоянно появляются новые номера. Например, адыгский танец Аслана Хаджаева «Тляпатет», корейское «Трио» — для разучивания танца Ким Чен Ир прислал в Москву национальные костюмы и балетмейстера. Также восстановлен некогда закрытый номер 1961 года «Рок-н-ролл», который в своё время вызывал бурный ажиотаж среди зрителей и оттенял народные танцы.
Лучшими танцами ансамбля считаются «Сиртаки», «Яблочко», «Венгерский танец», «Татарочка», «Калмыцкий танец», «Финская полька», танец аргентинских пастухов «Гаучо», «Ночь на Лысой горе», «Русский танец».

### Циклы
Циклы, поставленные Игорем Моисеевым:

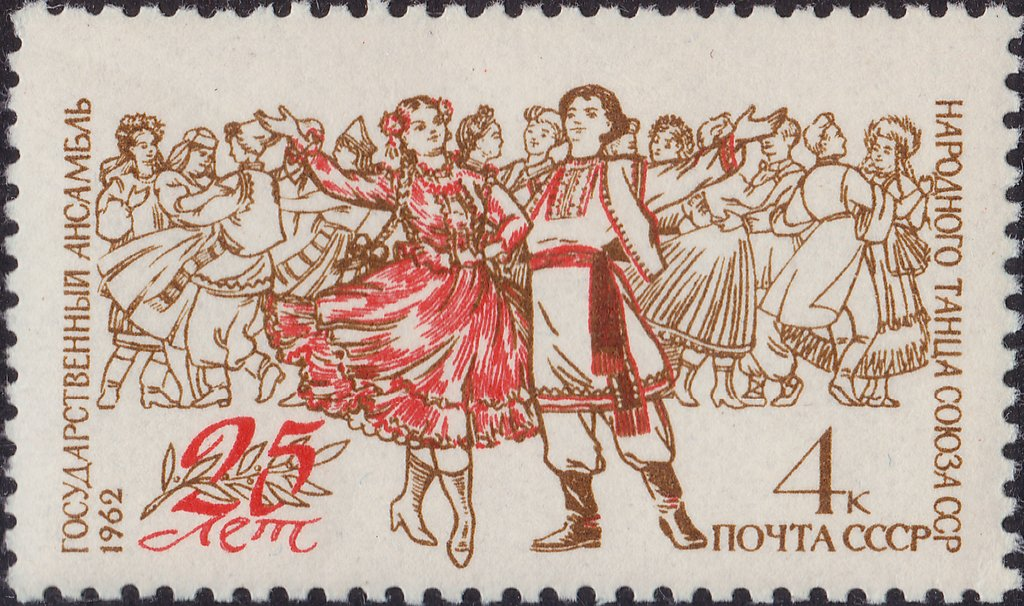
Почтовая марка 1962 года. Государственный ансамбль народного танца Союза ССР. 25 лет.

- Почтовая марка 1962 года. Государственный ансамбль народного танца Союза ССР. 25 лет.Цикл «Картинки прошлого»: «Подмосковная лирика» (1938), «Полька-красотка с фигурами и комплиментами» (1939), «Воскресенье» (1942), «Трепак» (1943), «Сюита старинных русских танцев» (1943), «Городская фабричная кадриль» (1945), «По дворам» (1948), «Скоморошьи игрища» (1966), «Еврейская сюита „Семейные радости“» (1994).
- Цикл «Советские картинки»: «Красноармейская пляска» (1937), «Колхозная улица» (1940), «Флотская сюита „День на корабле“» (1942), «Футбол» (1948), «Два Первомая» (1948), «Партизаны» (1950), «Призывники» (1959), «На катке» (1959), «Праздник труда» (1976).

### Программы
Под руководством Игоря Моисеева были подготовлены следующие программы.
- «Танцы народов СССР» (1937—1938)
- «Танцы прибалтийских народов» (1939)
- «Танцы славянских народов» (1945)
- «Мир и Дружба» (1953)
- Класс-концерт «Дорога к танцу» (1965). В программу входили номера «Станок», «Середина», «Проходки», «Перепляс», «Украинский танец», «Гопак-коло», «Полька».
- «В гостях и дома» (1983)
- «Танцы народов мира»

Отдельные постановки:
- Зимняя фантазия «Метелица» (1959)
- Одноактный балет «Половецкие пляски» (1971), включающая номера: «Выход Хана», «Танец пленниц», «Танец мальчиков», «Танец лучников», «Выезд всадников», «Общий танец», «Танец пастухов», «Воинственный танец», «Финал».
- Хореографическая картина «На катке» (1980), включающая номера: «Вальс конькобежцев», «Девушка и юноша», «Соревнования вертунов», «Парад», «Галоп и финал».
- Одноактный балет «Ночь на Лысой горе» (1983), включающая номера «Ярмарка» и «Ночь на Лысой горе».
- Одноактный балет «Испанская баллада» (1983)
- Одноактный балет «Вечер в таверне» (1986)
- Еврейская сюита «Семейные радости» (1994)

Новые постановки:
- «Корейский танец с веерами «Санчанга» (2005, пост. Пэ Ын Су)
- «Корейский танец «Трио» (2006, пост. Пэ Ын Су)
- «Балканская сюита» - «Болгарский танец», «Сербский танец» (2011, пост. Ж. Иванов), Македонский танец «Клятва» (2015, пост. Ж. Иванов)
- «Адыгский танец «Тляпатет» (2017, пост. А. Хаджаев)
- «Аргентинское танго «Del Plata» (2018, пост. Л. Роатта)

### Танцы
Танцы народов мира, поставленные Игорем Моисеевым или под его руководством.
- Азербайджанские танцы: «Возгалы» (1937), «Таракяма» (1938), «Свидание» (1939, постановка Т.С. Израилова), «Газахи» (1939, постановка Т.С. Израилова), «Десмолы» (1941, постановка И.И. Арбатова), «Чабаны» (1959)
- Аргентинские танцы: танго «В таверне Родригес Пенья» (1963-1965), Танец пастухов «Гаучо» (1967), «Маламбо» (1986)
- Армянский танец «Мирчаи» (1938)
- Армяно-курдская сюита танцев (1937): «Майнуки», «Керцы», «Крынги», «Пайлянчо», «Шейхана», «Яна-Яна», «Лоркя», «Ваграми», «Хаса-Бараси», «Наро», «Авуэ-Баши»
- Башкирский танец «Семь красавиц» (1953)
- Белорусские танцы: «Крыжачок» (1937), «Лявониха» (1937), «Бульба» (1940), «Юрочка» (1940), Полька «Янка» (1945), Полька «Мама» (1948)
- Болгарские танцы: «Быстришка тройка» (1953), «Болгарский танец» (1965)
- Бурятские танцы: Бурято-монгольская сказка «Цам» (1950)
- Венесуэльский танец «Хоропа» (1983)
- Венгерские танцы: «Чардаш», «Прощание», «Девичий танец с бутылками на голове» (1951-1952), «Танец со шпорами», «Понтозоо» (1953, пост. М. Рабаи)
- Вьетнамский танец: «Танец с бамбуком» (1983)
- Немецкий танец: «Немецкий вальс» (1953)
- Греческие танцы: сюита греческих танцев «Сиртаки» («Сиртаки», «Танец девушек», «Общий хоровод», «Мужской танец четвёрками», «Общий финальный танец») (1991)
- Грузинский танец: «Шалахо» (1940-1941)
- Грузинско-аджарские танцы: «Картули» (1937), «Хоруми» (1937)
- Гуцульские танцы: «Аркан» (1948), «Танец девушки и двух парней»
- Египетский танец (1997)
- Ирландский танец «Молодость»
- Испанские танцы: «Испанская баллада» (1983), «Арагонская хота» (1963-1965)
- Итальянский танец «Сицилианская тарантелла La karetta»
- Казахский танец «Кок-пар»
- Калмыцкий танец «Чичирдык», «Ишкымдык»
- Китайские танцы: «Танец с барабанами», «Танец с лентами», «Сан ча коу»
- Киргизские танцы: «Юрта», «Кыз кумай», «Танец киргизских девушек»
- Корейский танец
- Латвийские танцы
- Литовские танцы
- Македонский женский танец, «Дзюрдевка», «Селянчица»
- Марийский танец
- Мексиканская сюита
- Молдавские танцы: «Жок улмаре. Сюита», «Хора», «Чиокирлия», «Жок», «Молдавеняска», «Коаса», «Ла спалат», «Сфределуш», «Молдаваночка», «Хитрый Макану. Сюита», «Танец парней», «Танец девушек», «Объяснение в любви», «Общий выход», «Сырба», «Юла»
- Монгольские танцы: «Монгольские наездники», «Монгольская статуэтка», «Танец монгольских борцов»
- Нанайские танцы: «Фехтование на палках», «Борьба двух малышей»
- Осетинский танец «Симд»
- Польские танцы: «Полонез», «Трояк», «Оберек», «Краковяк», «Мазурка», «Полька-лабиринт»
- Румынские танцы: «Бриул», «Мушамауа», «Оашский танец»
- Русские танцы: «Полянка», «Времена года. Сюита из двух танцев», «Вензеля», «Шестёра, Уральский танец», «Задиристые частушки», «Русский перепляс», «Метелица»
- Словацкий танец
- Таджикские танцы: «Танец девушек», «Мужской воинственный танец с кинжалом», «Танец с дойрой»
- Танец казанских татар
- Танец крымских татар «Черноморочка»
- Танцы США: «Сквер-данс», «Назад к обезьяне (Рок-н-ролл)»
- Торгутский танец
- Узбекские танцы: «Пахта», «Танец с блюдом», «Уйгурский танец „Сафаили“»
- Украинские танцы: «Веснянки. Сюита», «Прощание», «Гадание», «Большой танец», «Каблучок», «Выход парубков», «Возвращение», «Встреча и величание», «Гопак»
- Финский танец «Комическая полька»
- Цыганский танец
- Чешский танец «Чешская полька»
- Чувашский танец
- Эстонские танцы: «Эстонская полька через ножку», «Хиу-вальс. Эстонская сюита из трёх танцев»
- Югославские танцы: «Сербиянка», «Кукунешти»
- Якутский танец «Добрый охотник»